# Girolamo Basso della Rovere
Girolamo Basso della Rovere (ur. 1434 – zm. 1 września 1507) – włoski kardynał. Syn Giovanna Basso hrabiego Bistagno i Luchiny della Rovere, siostry papieża Sykstusa IV.
Od 14 lutego 1472 biskup Albengi. 5 października 1476 przeniesiony do diecezji Macerata i Recanati. Godność tę pełnił do śmierci. 10 grudnia 1477 Sykstus IV mianował go kardynałem. Od 12 grudnia kardynał prezbiter S. Balbinae, od 17 września 1479 kardynał prezbiter San Crisogono, od 31 sierpnia 1492 kardynał biskup Palestriny i od 29 listopada 1503 kardynał biskup Sabiny. Administrator diecezji Gubbio od 23 września 1482 do 9 stycznia 1492.

## Życiorys
Podczas konklawe 1492 działał jako archiprezbiter Św. Kolegium Kardynałów. Odmówił poparcia Rodrigo Borgia, mimo to, zgodnie z porządkiem starszeństwa, w sierpniu 1492 uzyskał promocję do rangi kardynała biskupa diecezji suburbikarnej Palestrina. Ukończył budowę bazyliki w Loreto. Był protektorem zakonu karmelitów. Cieszył się nieposzlakowaną opinią, mimo pokrewieństwa z papieżami Sykstusem IV i Juliuszem II nie nadużywał tych relacji dla prywatnych celów. Był także przyjacielem artystów i pisarzy.